# Lokomotive Tiflis
Der FC Lokomotive Tiflis (georgisch სკ ლოკომოტივი თბილისი, wiss. Transliteration sk lokomotivi t̕bilisi) ist ein georgischer Fußballverein aus Tiflis. Er spielt in der georgischen Umaghlessi Liga. Die Heimstätte des Klubs ist Micheil-Meschi-Stadion in Tiflis. 

## Geschichte

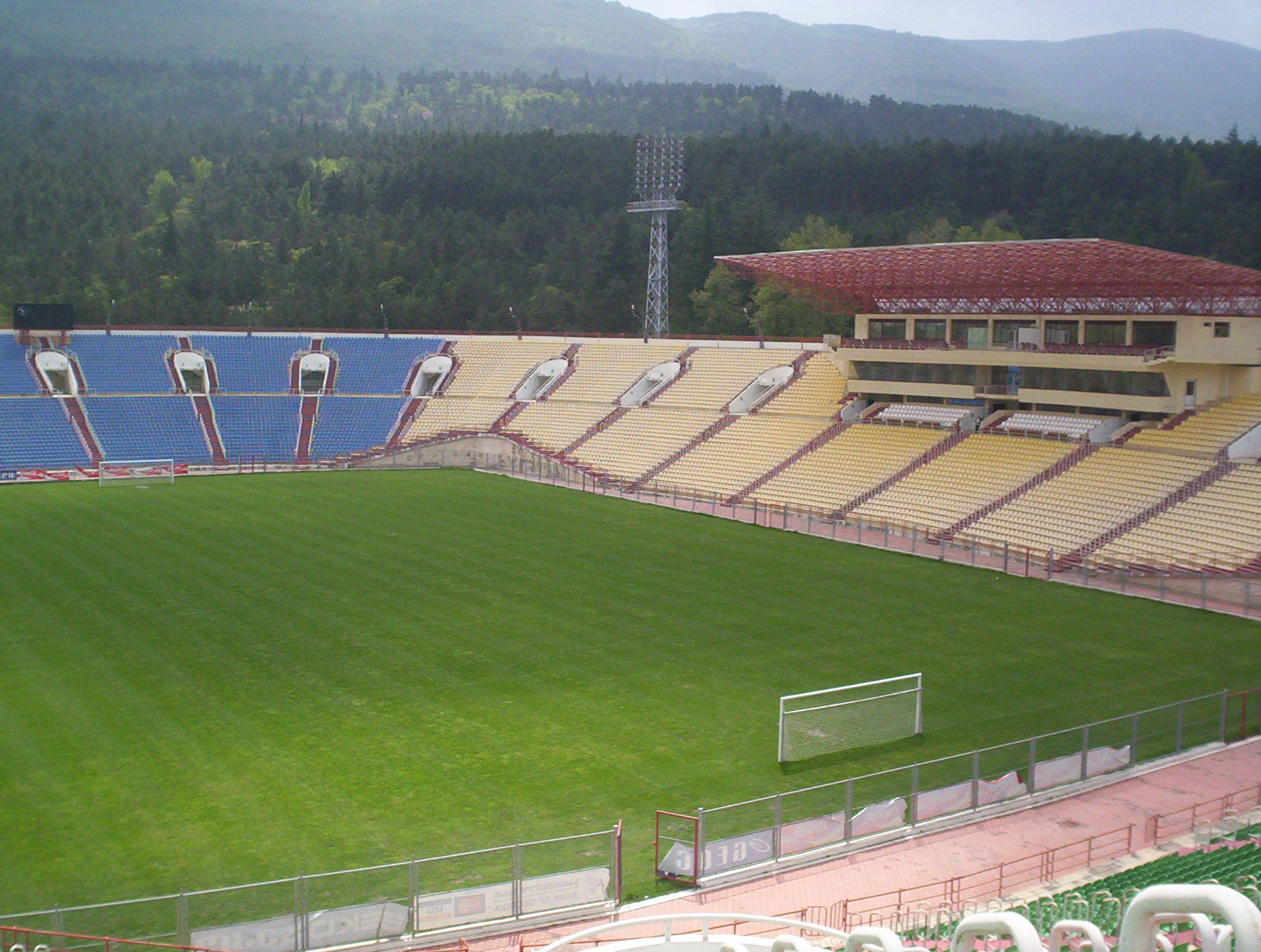
Das Meschi-Stadion in Tiflis

Der Verein wurde am 14. August 1936 gegründet. 1938 verbrachte der Verein eine Saison in der Gruppa A, der damals höchsten Spielklasse der Sowjetunion. Der Verein gehörte ursprünglich der Georgischen Eisenbahn. Sie ist bis heute Hauptsponsor des Vereins. Die Heimspielstätte des Vereins ist in Bahnbesitz und verfügt über die modernsten Sportanlagen im Land.
Mannschaftstrainer ist Amiran Minaschwili. Die Mannschaft nahm in der Saison 1999/2000 erstmals am Europapokal der Pokalsieger teil.

## Erfolge
- Georgischer Vereinspokal (3):                 2000, 2002, 2005
- Georgischer Vereinspokalfinalist (3): 2001, 2019, 2023 (Reserve)
- Georgischer Supercupfinalist: 2005

## Europapokalbilanz
| Saison    | Wettbewerb         | Runde                  | Gegner                   | Gesamt    | Hin     | Rück    |
| --------- | ------------------ | ---------------------- | ------------------------ | --------- | ------- | ------- |
| 1999/2000 | UEFA-Pokal         | Qualifikation          | Linfield FC              | 2:1       | 1:0 (H) | 1:1 (A) |
| 1999/2000 | UEFA-Pokal         | 1. Runde               | PAOK Thessaloniki        | 0:9       | 0:7 (H) | 0:2 (A) |
| 2000/01   | UEFA-Pokal         | Qualifikation          | ŠK Slovan Bratislava     | 0:4       | 0:2 (A) | 0:2 (H) |
| 2001/02   | UEFA-Pokal         | Qualifikation          | FC Birkirkara            | (a)1:1(a) | 0:0 (A) | 1:1 (H) |
| 2002/03   | UEFA-Pokal         | Qualifikation          | FC Kopenhagen            | 2:7       | 1:3 (A) | 1:4 (H) |
| 2005/06   | UEFA-Pokal         | 1. Qualifikationsrunde | FC Banants Jerewan       | 3:4       | 3:2 (A) | 0:2 (H) |
| 2008      | UEFA Intertoto Cup | 1. Runde               | Etzella Ettelbrück       | (a)2:2(a) | 0:0 (A) | 2:2 (H) |
| 2020/21   | UEFA Europa League | 1. Qualifikationsrunde | CS Universitatea Craiova | 2:1       | 2:1 (H) |         |
| 2020/21   | UEFA Europa League | 2. Qualifikationsrunde | FK Dynamo Moskau         | 2:1       | 2:1 (H) |         |
| 2020/21   | UEFA Europa League | 3. Qualifikationsrunde | FC Granada               | 0:2       | 0:2 (A) |         |

Gesamtbilanz: 17 Spiele, 4 Siege, 5 Unentschieden, 8 Niederlagen, 14:32 Tore (Tordifferenz −18)

## Ehemalige Spieler
- Nodar Achalkazi

## Ehemalige Trainer
- Nodar Achalkazi (1967–1970)
- Dawit Qipiani (1988)